# Jacquemontia cayensis
Jacquemontia cayensis är en vindeväxtart som beskrevs av Nathaniel Lord Britton. Jacquemontia cayensis ingår i släktet Jacquemontia och familjen vindeväxter. Inga underarter finns listade i Catalogue of Life.